# La Vicogne
La Vicogne é uma comuna francesa na região administrativa de Altos da França, no departamento de Somme. Estende-se por uma área de 4,84 km². Em 2010 a comuna tinha 249 habitantes (densidade: 51,4 hab./km²).